# VUB Open
VUB Open (также известный как Slovak Indoor) — профессиональный женский теннисный турнир, проходивший под эгидой WTA и Словацкой Теннисной Ассоциации в 1999—2002 годах.
Соревнование игралось в зале на кортах с хардовым покрытием.

## Общая информация
Турнир организован накануне сезона-1999 как часть осенней серии турниров в зале. Соревнование обычно игралось параллельно одному из турниров первой категории: сначала московскому, а затем цюрихскому. В связи с этим соревнование не очень привлекало лидеров рейтинга, но в целом собирало крепкий и ровный состав.
После четырёх лет существования соревнование было закрыто.
Проект зального турнира в Братиславе на этом не был забыт: в 2006 году соревнование было восстановлено в статусе крупного турнира женского тура ITF.

### Победители и финалисты
Ни одной теннисистке не удавалось бывать в финале одиночного соревнования более одного раза.
Из восьми финалисток лишь две представляли одну и ту же страну: представлявшая Чехию Дая Беданова выиграла соревнование 2000 года, а спустя два года Ивета Бенешова играла в финале.
За время существования парного турнира в решающем матче сыграло 14 теннисисток, но ни одной не удалось выиграть титул более одного раза. Дважды игравшие в финале Натали Деши и Мейлен Ту не смогли ни разу завоевать главный приз.
Пары, составленные из теннисисток, представляющих одну страну, выигрывали соревнование два раза: по одному титулу на счету словачек и бельгиек.
На парный турнир приходится единственный не состоявшийся финал — венгерка Петра Мандула и австриячка Патриция Вартуш не вышли на решающую игру сезона-2001.
Двум теннисисткам удавалось выигрывать братиславское соревнование и в одиночном и в парном разряде: подобное удалось чешке Дае Бедановой и словенке Мае Матевжич.

## Финалы прошлых лет

### Одиночные турниры
| Год  | Чемпионка     | Финалистка     | Счёт финала |
| ---- | ------------- | -------------- | ----------- |
| 2002 | Мая Матевжич  | Ивета Бенешова | 6-0 6-1     |
| 2001 | Рита Гранде   | Мартина Суха   | 6-1 6-1     |
| 2000 | Дая Беданова  | Мириам Ореманс | 6-1 5-7 6-3 |
| 1999 | Амели Моресмо | Ким Клейстерс  | 6-3 6-3     |

### Парные турниры
| Год  | Чемпионки                          | Финалистки                        | Счёт финала |
| ---- | ---------------------------------- | --------------------------------- | ----------- |
| 2002 | Мая Матевжич Генриета Надьова      | Натали Деши Мейлен Ту             | 6-4 6-0     |
| 2001 | Дая Беданова Елена Бовина          | Натали Деши Мейлен Ту             | 6-3 6-4     |
| 2000 | Карина Габшудова Даниэла Гантухова | Петра Мандула Патриция Вартуш     | Без игры    |
| 1999 | Ким Клейстерс Лоранс Куртуа        | Ольга Барабанщикова Лилия Остерло | 6-2 3-6 7-5 |